# Баунтовский эвенкийский район
Ба́унтовский эвенки́йский райо́н (бур. Баунтын Эвенкын аймаг) — административно-территориальная единица и муниципальное образование (муниципальный район) в составе Республики Бурятия Российской Федерации.
Относится к национальным.
Административный центр — село Багдарин.

## География
Баунтовский эвенкийский район — крупнейший район Бурятии, площадью 66 816 км², занимает практически пятую часть республики. Граничит на севере с Северо-Байкальским и Муйским, на западе — с Курумканским и Баргузинским, на юго-западе — с Прибайкальским и Хоринским, на юге — с Еравнинским районами Бурятии, на востоке проходит граница с Забайкальским краем.

### География
Бо́льшая часть территории района расположена в пределах Витимского плоскогорья, выровненная и пологоволнистая поверхность которого расчленена глубокими и широкими долинами рек бассейна реки Витим. Абсолютные отметки водоразделов достигают 1500—1800 м, относительные превышения над днищем долин составляют, в среднем, 400—700 м.
На западе высится Икатский хребет. На северо-востоке расположены горы Бабанты, простирающиеся с юго-запада на северо-восток от хребтов Большой Хаптон и Малый Хаптон до реки Витим. На северо-западе района протягивается Южно-Муйский хребет. Между Ципиканскими горами и Южно-Муйским хребтом лежит Баунтовская котловина, по которой протекает река Ципа, здесь же находится озеро Баунт, по названию которого назван район. В рельефе дневной поверхности широко представлены курумы.

### Климат
Баунтовский эвенкийский район приравнен к районам Крайнего Севера.
Климат — резко континентальный, с продолжительной суровой зимой, коротким жарким летом, резкими суточными и сезонными колебаниями температур. Максимальная температура воздуха, в июле — плюс 35 C°, минимальная, в январе — до минус 51 C°. Среднегодовое количество осадков составляет 360—410 мм, варьируя от 200 мм в засушливые годы и до 500 мм — в дождливые. Максимальное их количество приходится на летние месяцы и начало осени, когда случаются затяжные дожди, иногда приводящие к катастрофическим наводнениям.
Основная часть территории расположена на высоте более 900 м над уровнем моря. Длительность устойчивых морозов — 163—183 дня. Формирование снежного покрова начинается в конце октября — начале ноября, сход — в начале апреля. Наибольшей высоты снег достигает в феврале—марте.
Климатические особенности района обусловливаются повсеместным развитием многолетней мерзлоты, нижняя граница которой находится на глубине 100—250 м. Глубина деятельного слоя достигает 2 м, в зависимости от экспозиции склонов, растительного покрова и состава грунта она изменяется в широких пределах — на открытых участках и южных склонах грунт протаивает до коренных пород, а на северных склонах и в долинах, покрытых мощным почвенно-растительным покровом и кустарниковой растительностью — лишь до 0.5—1 м.

### Растительный и животный мир

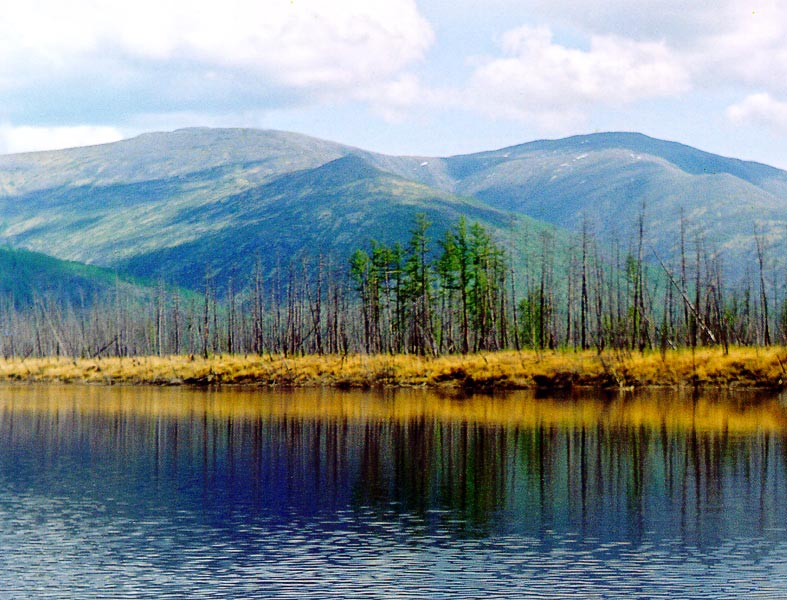
Природа Баунтовской котловины

Территория района характеризуется горно-таёжным ландшафтом и покрыта древесной растительностью, среди которой господствующее положение занимает лиственница. На южных склонах и в долинах встречается берёза, осина, ива, ёрник. На крутых склонах гор лес разрежен, и начиная с абсолютных отметок около 1300—1500 м лес сменяется кедровым стлаником, а преимущественно с высоты 1500 м начинаются гольцы с курумами, часто покрытыми лишайником.
Животный мир района типичен для всей горно-таёжной полосы северо-западного Забайкалья. Из млекопитающих водятся медведь, лось, изюбр, северный олень, косуля, кабарга, кабан, волк, рысь. Из пушных зверей — лисица, соболь, колонок, белка. Из птиц — глухарь, тетерев, рябчик, полярная куропатка и др. В водах водятся ленок, хариус, налим и др.

## История
Баунтовский аймак Бурят-Монгольской АССР образован 3 октября 1925 года.
В 1940 году из состава Баунтовского аймака выделен и присоединен к Баргузинскому аймаку Дыренский туземный совет (ныне Дырен эвенкийское сельское поселение Курумканского района).
В октябре 1977 года Баунтовский аймак Бурятской АССР переименован в Баунтовский район.
20 июля 1989 образован Муйский район, куда были переданы из Баунтовского рабочие посёлки Таксимо, Тоннельный и Северомуйск.
23 ноября 1989 года Витимский сельсовет передан из Еравнинского района в Баунтовский район.
Постановлением Верховного Совета Республики Бурятия от 29 октября 1992 года № 271-XII Баунтовский район преобразован в Баунтовский эвенкийский район Республики Бурятия.

## Население
| 1939    | 1959    | 1960    | 1961    | 1962    | 1963    | 1964    | 1965    | 1966    |
| ------- | ------- | ------- | ------- | ------- | ------- | ------- | ------- | ------- |
| 21 900  | ↘11 700 | ↘11 500 | ↗11 700 | ↗12 000 | ↘11 900 | ↘11 700 | →11 700 | ↘11 300 |
| 1967    | 1968    | 1969    | 1970    | 1971    | 1972    | 1973    | 1974    | 1975    |
| ↘10 900 | →10 900 | ↗11 000 | ↗11 600 | ↗11 900 | ↗12 300 | ↘11 800 | ↘11 200 | ↘11 100 |
| 1976    | 1977    | 1978    | 1979    | 1980    | 1981    | 1982    | 1983    | 1984    |
| →11 100 | ↗11 200 | ↗11 500 | ↗12 200 | ↗12 600 | ↗13 000 | ↗14 900 | ↗17 500 | ↗19 000 |
| 1985    | 1986    | 1987    | 1988    | 1989    | 1990    | 1991    | 1992    | 1993    |
| ↗20 200 | ↗21 900 | ↗23 200 | ↗25 200 | ↗26 700 | ↘13 400 | →13 400 | ↘13 200 | ↘12 900 |
| 1994    | 1995    | 1996    | 1997    | 1998    | 1999    | 2000    | 2001    | 2002    |
| ↘12 800 | ↘12 600 | ↘12 300 | ↘12 100 | ↘11 900 | ↘11 600 | ↘11 400 | ↘11 100 | ↘10 873 |
| 2003    | 2004    | 2005    | 2006    | 2007    | 2008    | 2009    | 2010    | 2011    |
| ↗10 900 | ↘10 700 | →10 700 | ↘10 500 | ↘10 400 | ↘10 200 | ↘10 100 | ↘9667   | ↘9591   |
| 2012    | 2013    | 2014    | 2015    | 2016    | 2017    | 2018    | 2019    | 2020    |
| ↘9389   | ↘9161   | ↘9001   | ↘8808   | ↘8766   | ↘8743   | ↘8636   | ↘8556   | ↘8454   |
| 2021    | 2023    | 2024    | 2025    |         |         |         |         |         |
| ↘8252   | ↘8122   | ↘7945   | ↘7903   |         |         |         |         |         |

Согласно прогнозу Минэкономразвития России, численность населения будет составлять:
- 2035 — 8,94 тыс. чел.

### Национальный состав
- русские — 76,8 %,
- буряты — 14,7 %,
- эвенки — 5,4 %,
- другие национальности — 3,1 %.

## Территориальное устройство
Баунтовский район разделён на 9 сельсоветов как административно-территориальные единицы.
Муниципальный район включает 8 муниципальных образований со статусом сельских поселений. Они соответствуют сельсоветам.
| №        | Сельское поселение             | Административный центр | Количество населённых пунктов | Население (чел.) | Площадь (км²) | Административно- территориальная единица |
| -------- | ------------------------------ | ---------------------- | ----------------------------- | ---------------- | ------------- | ---------------------------------------- |
| 1        | Амалатское                     | посёлок Монгой         | 4                             | ↘152             | 35,74         | Амалатский сельсовет                     |
| 2        | Багдаринское                   | село Багдарин          | 3                             | ↘5643            | 77,41         | Багдаринский сельсовет                   |
| 3        | Витимканское                   | посёлок Варваринский   | 2                             | ↘107             | 55,65         | Витимканский сельсовет                   |
| 4        | Витимское                      | село Романовка         | 1                             | ↘1081            | 68,39         | Витимский сельсовет                      |
| 5        | Северное                       | посёлок Северный       | 3                             | ↘239             | 67,52         | Северный сельсовет                       |
| 6        | Уакитское                      | посёлок Уакит          | 3                             | ↘252             | 78,57         | Уакитский сельсовет                      |
| 7        | Усойское эвенкийское           | посёлок Россошино      | 1                             | ↘204             | 16,44         | Усойский эвенкийский сельсовет           |
| 8        | Усть-Джилиндинское эвенкийское | посёлок Усть-Джилинда  | 2                             | ↗225             | 57,84         | Усть-Джилиндинский эвенкийский сельсовет |
| 8.000001 | Ципиканское                    | посёлок Ципикан        | 5                             | ↘120             | 39,34         | Ципиканский сельсовет                    |

В 2017 году было упразднено сельское поселение Ципиканское, которое было объединено с сельским поселением Багдаринское.

## Населённые пункты
В Баунтовском эвенкийском районе 22 населённых пункта.
| №  | Населённый пункт | Тип     | Население | Муниципальное образование      |
| -- | ---------------- | ------- | --------- | ------------------------------ |
| 1  | Багдарин         | село    | ↘4525     | Багдаринское                   |
| 2  | Байса            | посёлок | →0        | Амалатское                     |
| 3  | Баунт            | посёлок | ↘33       | Ципиканское                    |
| 4  | Бугунда          | посёлок | ↘20       | Амалатское                     |
| 5  | Бусани           | посёлок | ↘35       | Уакитское                      |
| 6  | Варваринский     | посёлок | ↘162      | Витимканское                   |
| 7  | Карафтит         | посёлок | ↘4        | Витимканское                   |
| 8  | Курорт Баунт     | посёлок | ↘39       | Ципиканское                    |
| 9  | Кыджимит         | посёлок | ↘0        | Усть-Джилиндинское эвенкийское |
| 10 | Маловский        | посёлок | ↘1508     | Багдаринское                   |
| 11 | Малый Амалат     | посёлок | ↘122      | Северное                       |
| 12 | Монгой           | посёлок | ↘205      | Амалатское                     |
| 13 | Окунево          | посёлок | ↘6        | Ципиканское                    |
| 14 | Романовка        | село    | ↘1081     | Витимское                      |
| 15 | Россошино        | посёлок | ↘204      | Усойское эвенкийское           |
| 16 | Северный         | посёлок | ↘409      | Северное                       |
| 17 | Торм             | посёлок | →0        | Амалатское                     |
| 18 | Троицкий         | посёлок | ↘13       | Багдаринское                   |
| 19 | Уакит            | посёлок | ↘415      | Уакитское                      |
| 20 | Усть-Антосе      | посёлок | ↘4        | Северное                       |
| 21 | Усть-Джилинда    | посёлок | ↘225      | Усть-Джилиндинское эвенкийское |
| 22 | Ципикан          | посёлок | ↘69       | Ципиканское                    |

### Упразднённые населённые пункты
- 2024 год — посёлок Верхний Ципикан
- 2025 год — посёлок Уя

## Историко-культурные и природные достопримечательности

### Музей народов Севера Бурятии им. А. Г. Позднякова
Музей народов Севера Бурятии, который по своей специфике является единственным в зоне Сибири и Дальнего Востока, музей внесён в реестр музеев России.

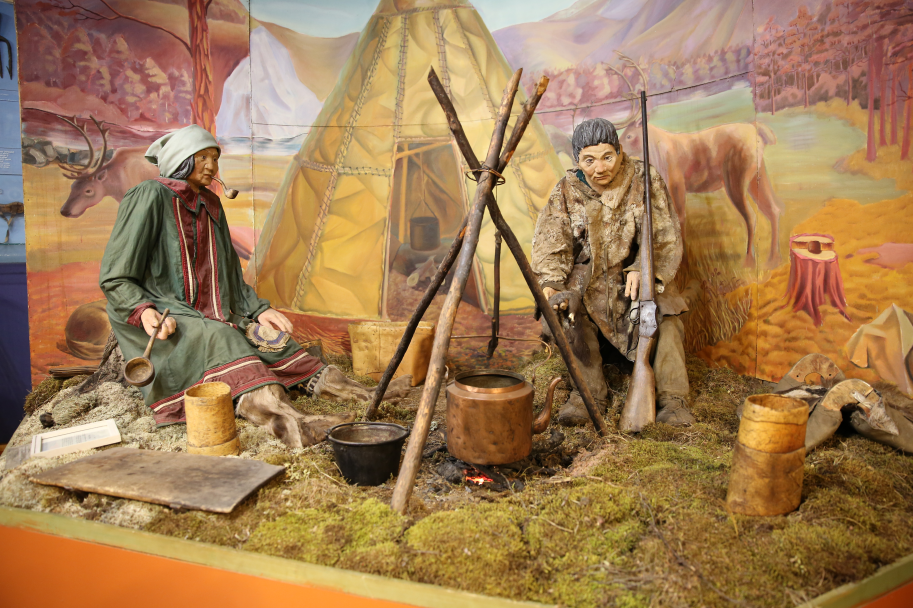
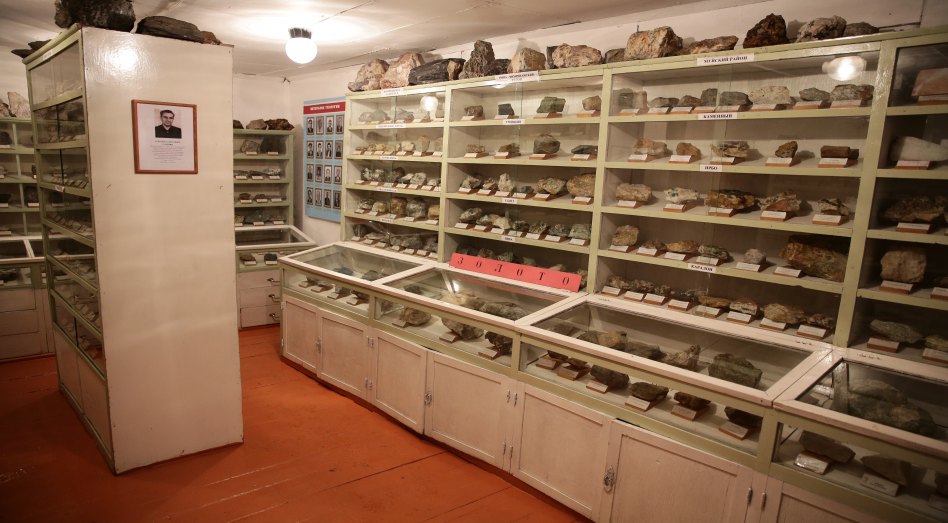

### Гора Белая в с. Багдарин
Гора высотой 170 м. — символ Баунтовской земли, сложена доломитами. Коренные (скальные) породы покрыты сверху «плащом» из щебня доломитовой муки, что создает своеобразное условие для растительности.
Крутой юго-западный склон горы полностью лишен почвенного покрова и растительности. Верхняя часть украшена целым рядом совершенно отвесных причудливых скальных останцов в виде башен, пирамидок, столбов. Весь склон изборожден узкими, глубокими ложбинами и рытвинами в несколько десятков метров длиной. Подножие горы окружено мощным шлейфом щебенчатых осыпей, то с цементированных известковым материалом.
Белая гора имеет негласный статус священного места. С давних времен совершают здесь молитвенные обряды с жертвоприношениями, предназначенными величественному и всемогущему духу горы.

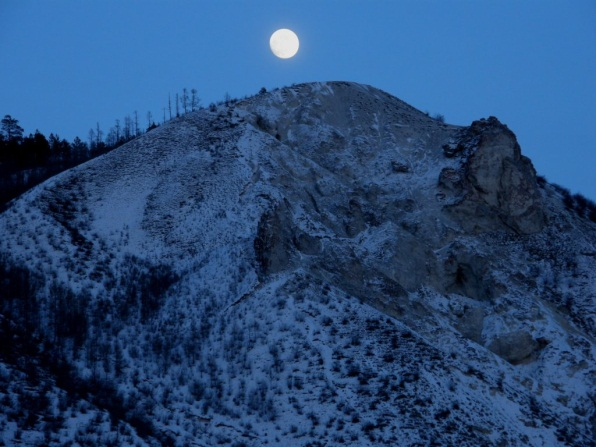
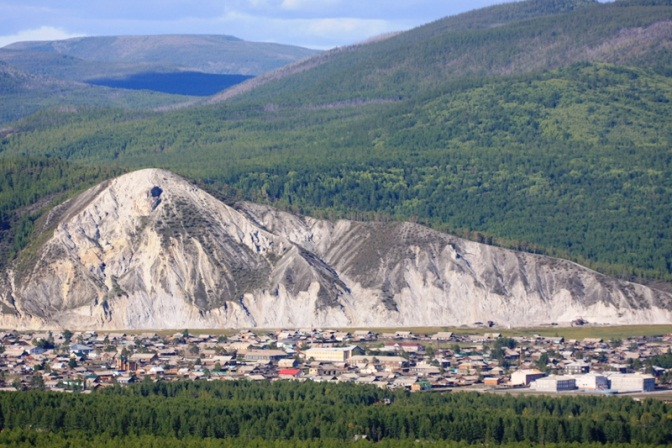

### Скалы «Палец» и «Лев»
Их высота от 1,5 до 10 метров. В 500 м восточнее вершины Белой горы находится останец «Палец». Высота его скального выхода в северной части — 9 м, в нижней — 14 м. Диаметр в основании — 7 м. Вокруг останца, как и на вершине Белой горы видны символы поклонения, привязанные к деревьям освящённые полоски ткани.

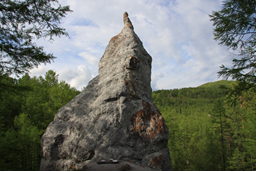
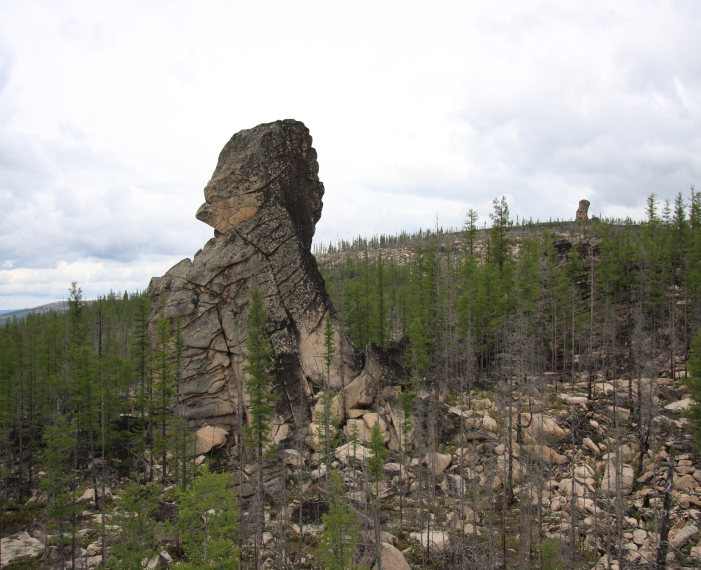

В 700 метрах восточнее вершины Белой горы, на открытой возвышенности, находиться скала «Лев». Она похожа на скульптуру сидящего льва, если смотреть с западной стороны. Хорошо видны: нос, глаза, грива, спина. Высота останца достигает 6 м.

### Озеро Баунт
Озеро Баунт — общая площадь зеркала воды — 111 км², это третье по величине озеро в Бурятии после озёр Байкал и Гусиное. Максимальная длина озера — 17.5 км, средняя ширина — 6,4 км. (максимальная — 9 км.). Максимальная глубина озера составляет — 40 м. Абсолютное превышение над уровнем моря этого водоёма — 1060 км. Озеро Баунт находится в центральной части Ципиканской (Баунтовской) впадины, появившейся в связи с возникновением озера Байкал. С северо-запада впадина ограничена Южно-Муйским хребтом, с юго-востока-хребтом Хаптон и горами Бабанты.

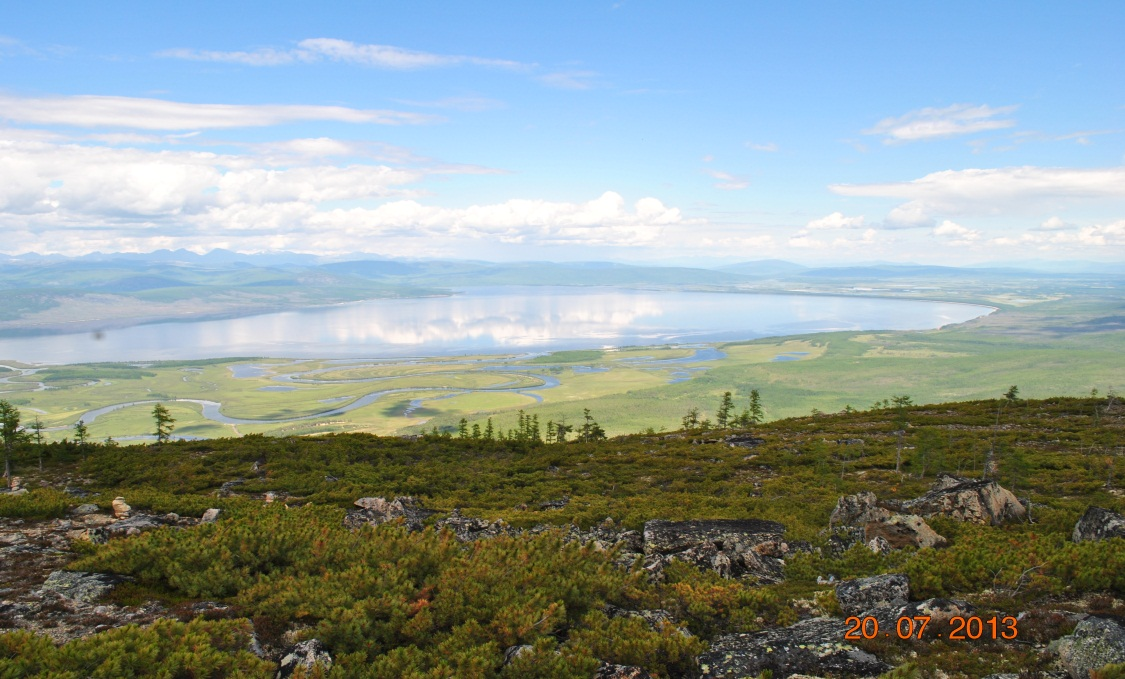
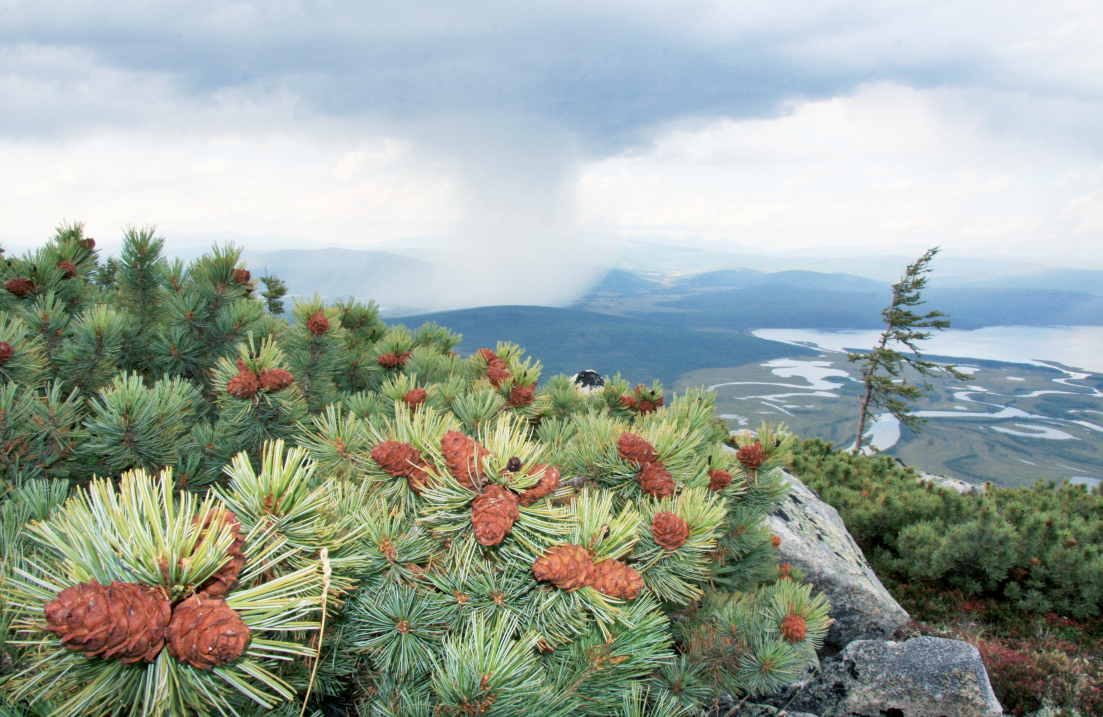

### Баунтовский острог в районе оз. Баунт
В 1652 году на берегу реки Ципы, в 3 км от озера Баунт, отрядом казаков Якова Похабова (?) был построен Баунтовский острог. Это было второе поселение (опорный пункт) казаков (после Баргузинского острога) на территории современной Республики Бурятии. Острог стал местом сбора ясака с охотников-эвенков и, таким образом, являлся центром контактов аборигенов тайги с русскими казаками. 

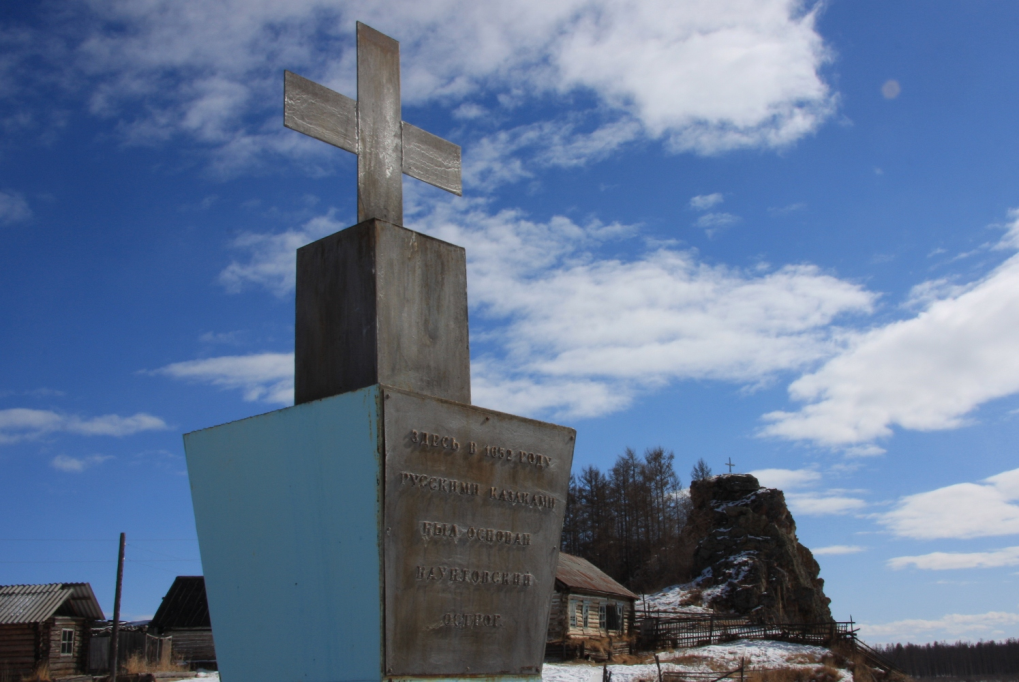

### Гора Хаптон в п. Курорт Баунт
Абсолютная высота горы — 2084 м над уровнем моря.

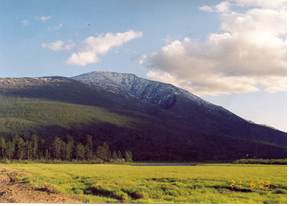
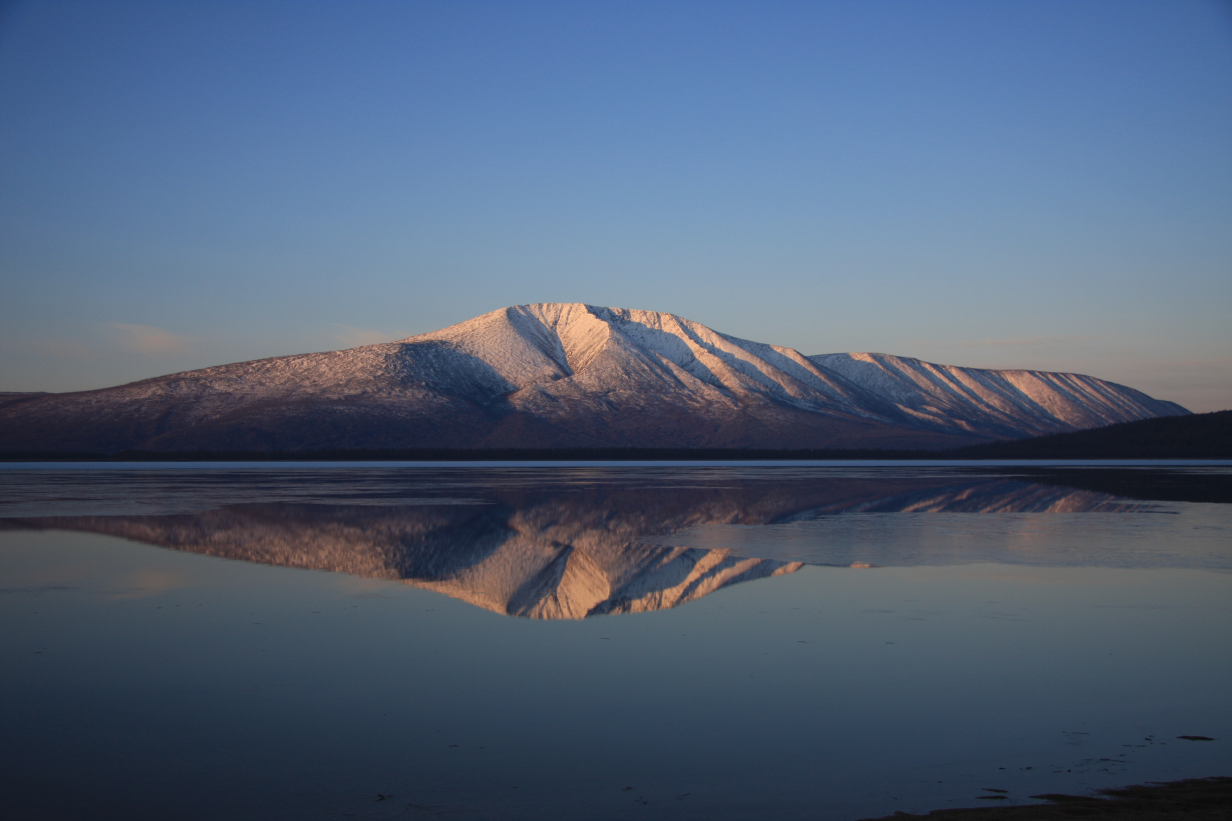

### Икатская чаша
В вершине Икатского хребта есть «чаша», где находится священное озеро, у которого эвенки с участием шамана проводили свои ритуалы.

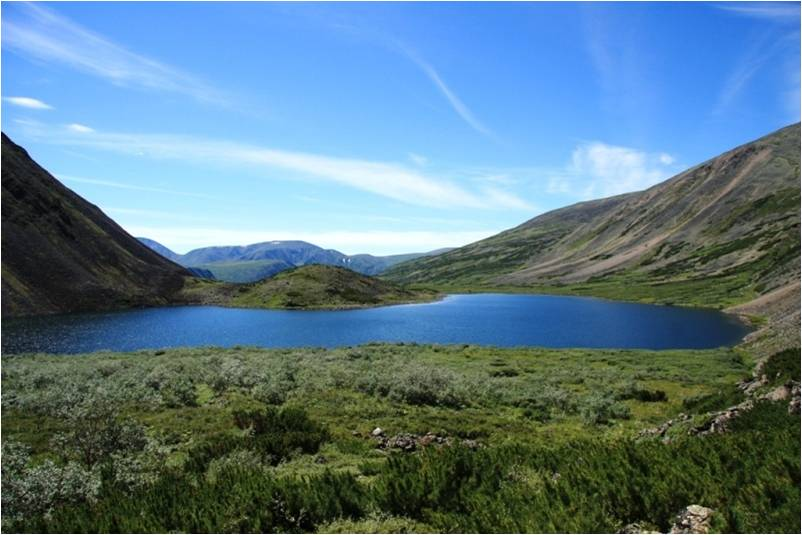

### Пещера «Долганская яма»
Одна из крупнейших пещер Забайкалья и Дальнего Востока протяжённостью 5120 м, и максимальной глубиной — 130 м. Пещера представляет собой лабиринт из комбинированных вертикальных, горизонтальных и наклонных ходов. Здесь много различных и красивых образований: кораллиты, гелектиты, сталагмиты, есть подземные озёра, огромные гроты, ходы. В пещере имеются гроты: им. Войналовича, Одиночка, Сифонный, грот Четырёх, Водопой. Самая большая в Сибири колония зимующих летучих мышей (из 6 видов 2 занесены в Красную книгу).

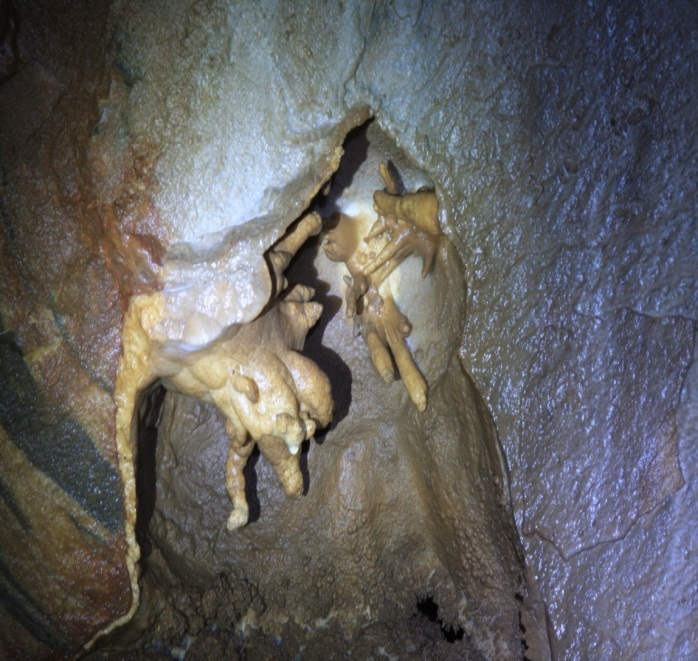
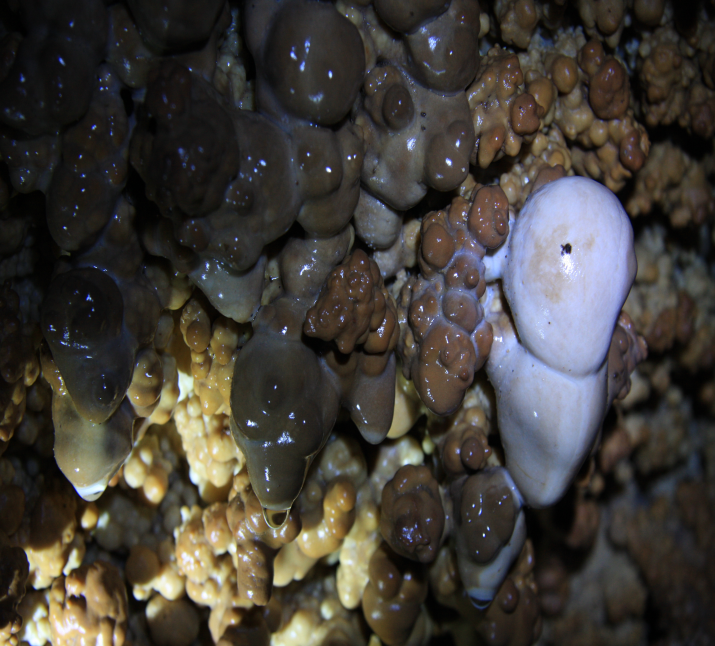
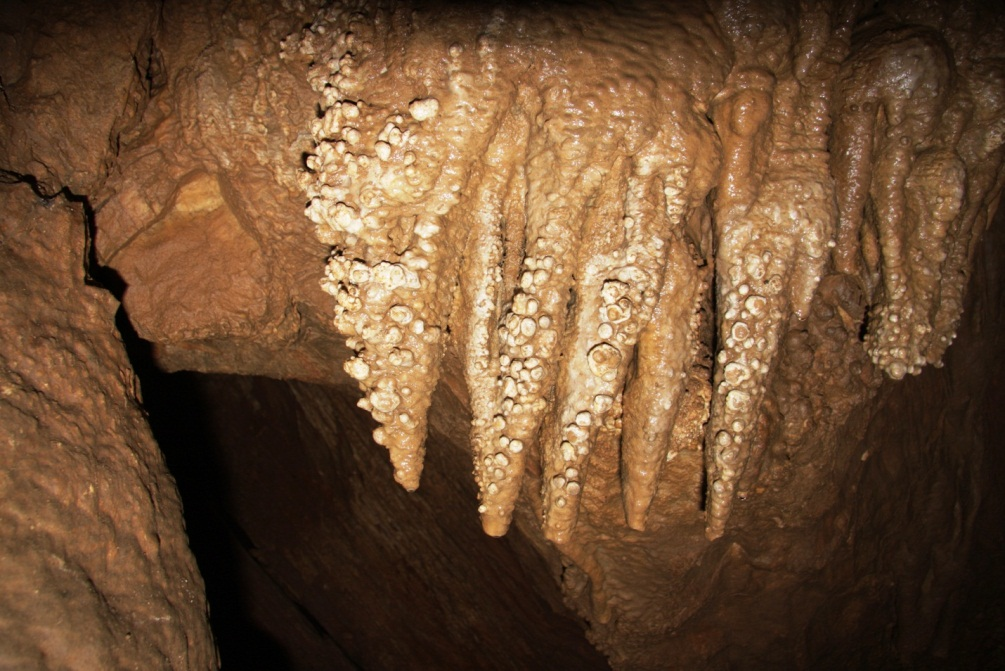
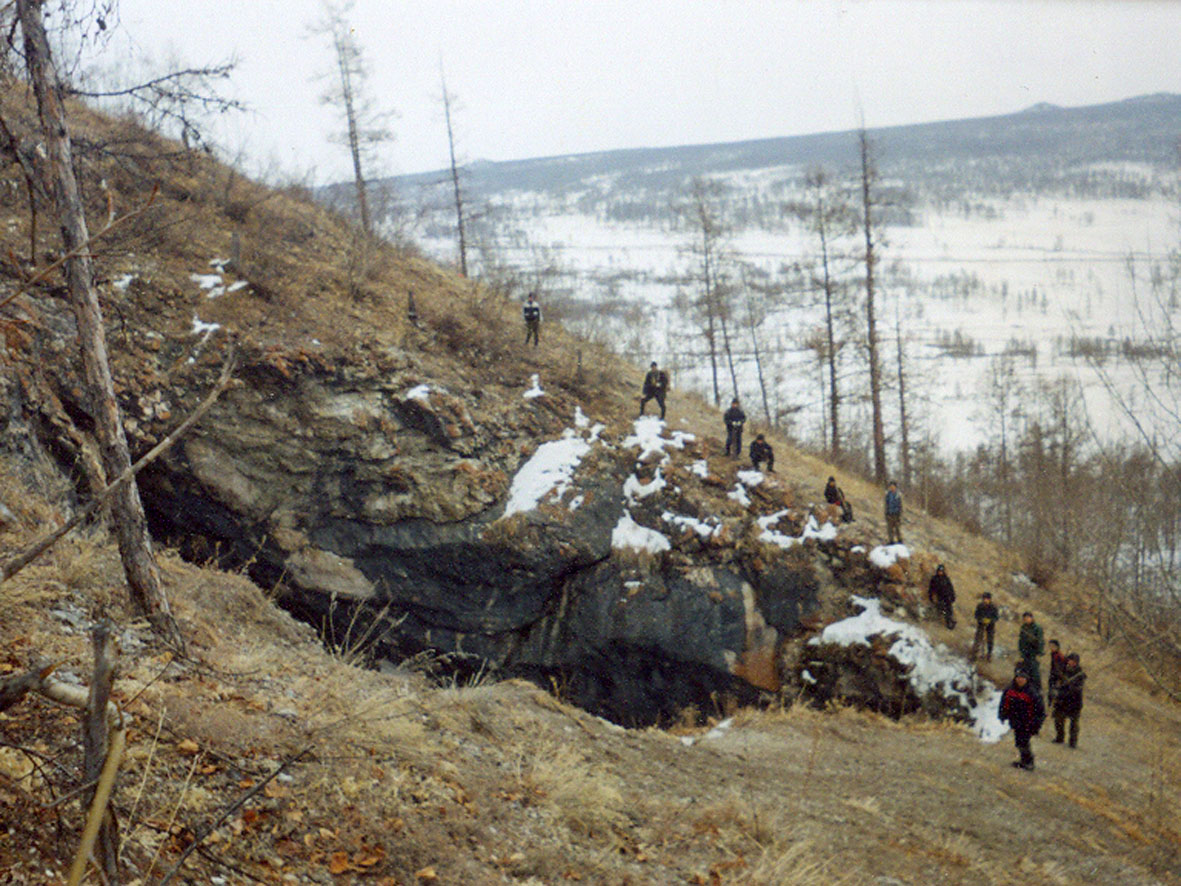

### Баунтовский горячий источник
На территории района находится Баунтовский горячий источник в п. Курорт Баунт, расположенном на правом берегу р. Верхний Ципикан у подножья горы Хаптон. К северо-западу на расстоянии 125 км от районного центра с. Багдарин, от Читы его отделяют 350 км. Высота над уровнем моря 1100 м. Минеральный термальный источник располагается у подножья горы Хаптон. Абсолютная высота горы — 2284 м над уровнем моря.

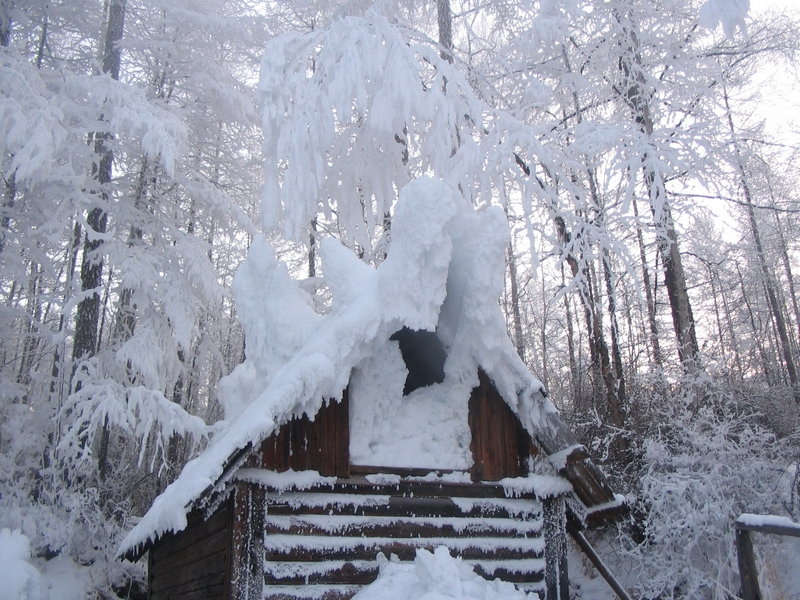
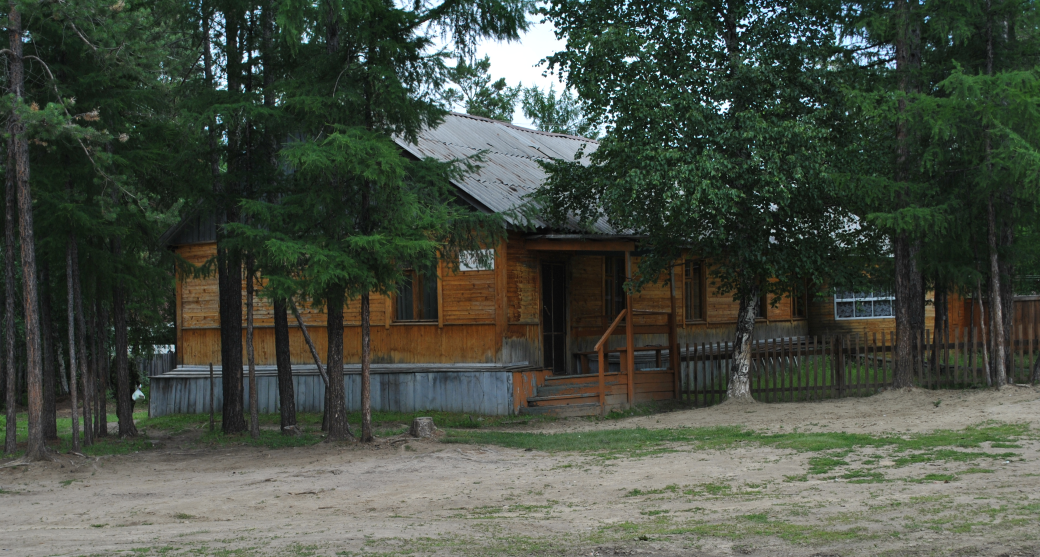

### Озеро Бусани
Озеро находится в Ципо-Ципиканской впадине в левобережье р. Нижняя Ципа. Длина озера — 10,5 км, ширина — 6 км, глубина — до 10 м. Площадь — 36,8 км².
В озере обитают ёрш, хариус и эндемичный голец-даватчан. Среди растений можно отметить кувшинку четырёхгранную.
На юго-западном берегу выходит Горячий ключ с температурой воды 51о С. Окружающий озеро ландшафт очень живописен. Сопки покрыты даурской лиственницей, даурским рододендроном и кедровым стлаником. В составе воды преобладает азот, характерны высокие содержания кремнезёма (80-100 мг./л.) и небольшая радиоактивность (по данным разных исследователей от 14 до 90 эман./л.). Дебит — 3 л./с.

### Скалы «Три брата»
Скалы «Три брата» на юго-восточном берегу озера Бусани. Их суровая красота напоминает средневековые замки.

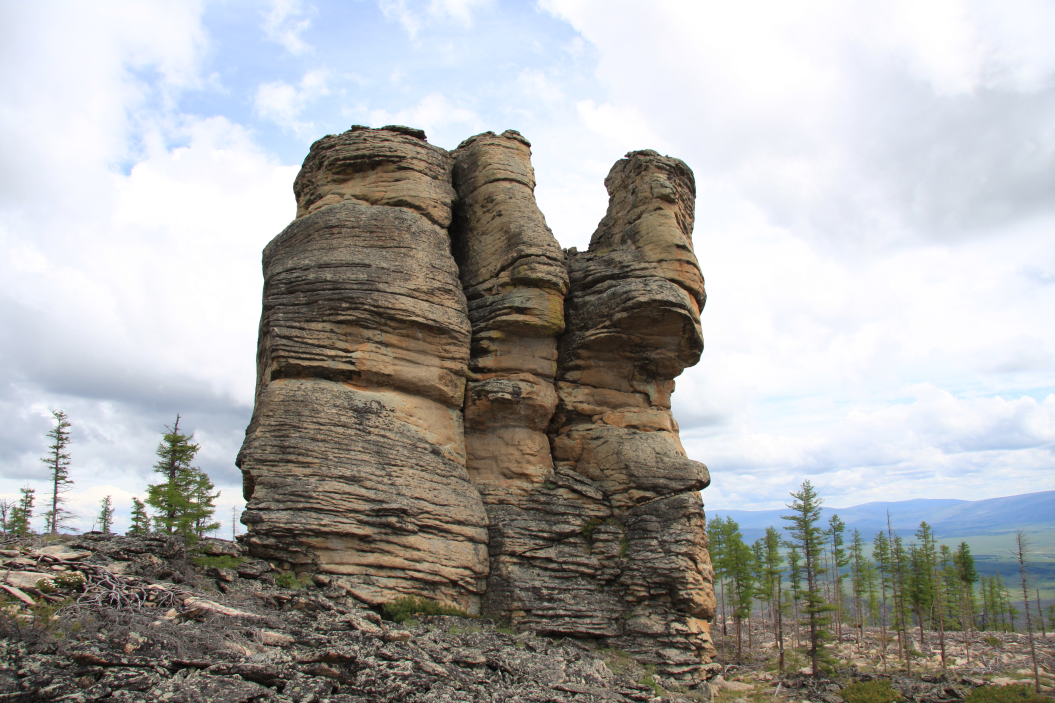

### Река Витим (Угрюм-река)
В целом территория района имеет густую речную сеть, полностью принадлежащую бассейну реки Витим, который является правым притоком реки Лены. Общая протяжённость реки Витим составляет 1887 км, его исток — в месте слияния рек Витимкан и Чина.

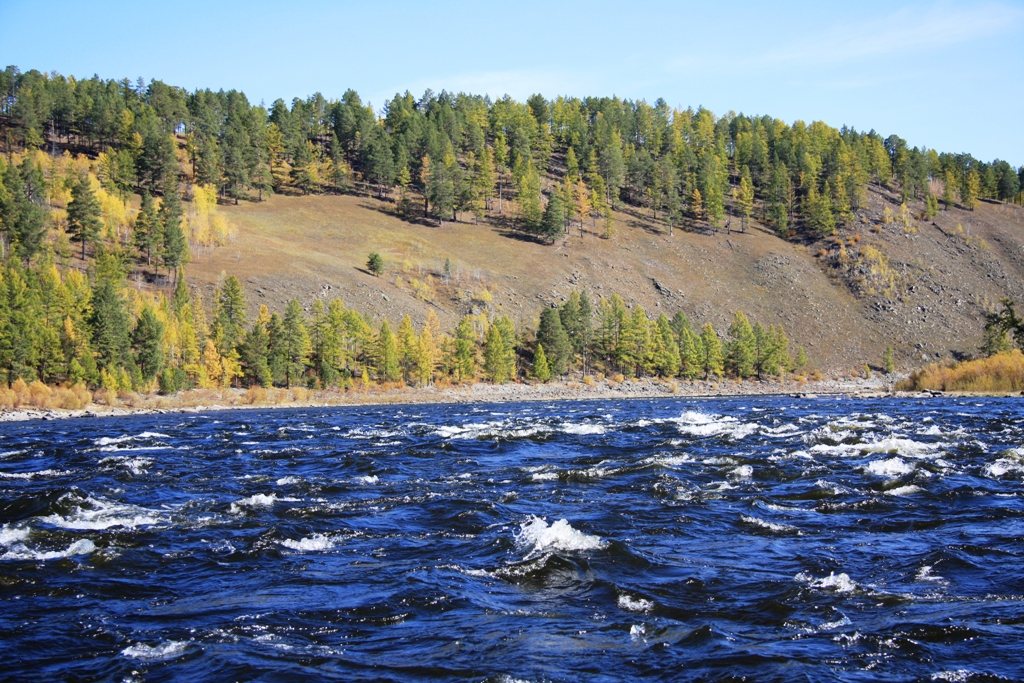
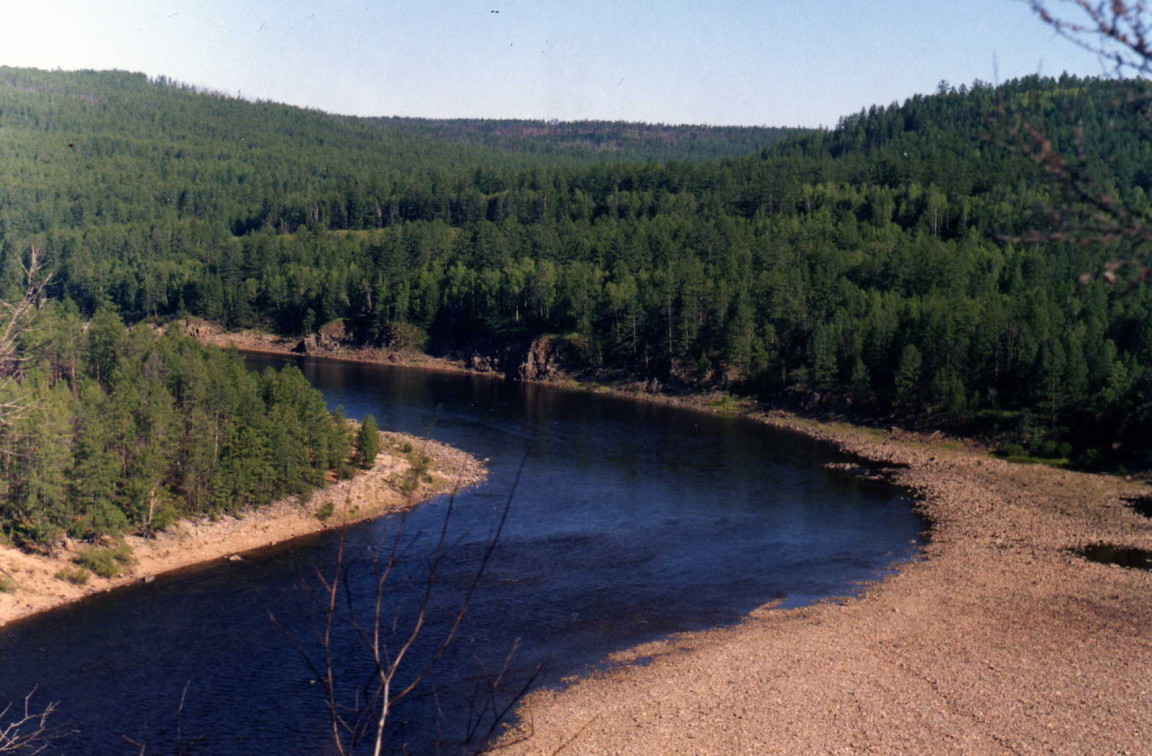

### Река Ципа
Река Ципа — вторая по величине река района протяжённостью 692 км, является левым притоком р. Витим. Из более четырёхсот рек и ключей, выделяются своими размерами река Амалат, впадающая в р. Ципа; приток Витима — Кыджимит и; несущая свои воды в озеро Баунт, река Ципикан.

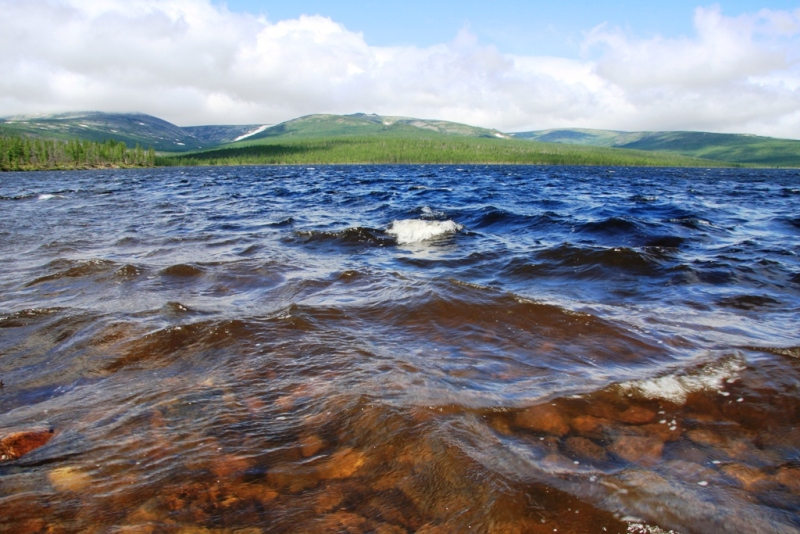

## Туризм
Баунтовская земля богата озёрами, особенно Баунтовская котловина, где выделяются озёра со значительными площадями — Баунт, Большие и Малые Капилюши, Бусани и минеральными источниками.

## Экономика
Основная промышленная деятельность — добыча полезных ископаемых, преимущественно золота и урана. Основные направления сельского хозяйства — охотничий промысел и животноводство.
Добывающая промышленность в Баунтовском районе является стержнем экономики района. Большая часть налоговых поступлений приходится от предприятий, добывающих уран, золото, нефрит.
Производственно-экономическую деятельность в районе осуществляют 406 предприятий и учреждений.
Баунтовский эвенкийский район располагает крупной сырьевой базой урана, это Хиагдинское урановое месторождение. Хиагда входит по оценке МАГАТЭ в число лучших месторождений мира. Добыча урана на данном месторождении является высокорентабельной. Важную роль при этом играет использование экологически чистого способа получения продуктивных растворов и методов подземного выщелачивания.
Добычу урана осуществляет предприятие-лицензиат (располагает 6 лицензиями на участки недр) АО «Хиагда». Единственным акционером Общества является Акционерное общество «Атомредметзолото», которому принадлежит 100 % акций.
В настоящее время отрабатываются залежи Хиагдинского месторождения. С 2015 года по 2018 год будут последовательно вводиться в эксплуатацию залежи Источного и Вершинного месторождений.

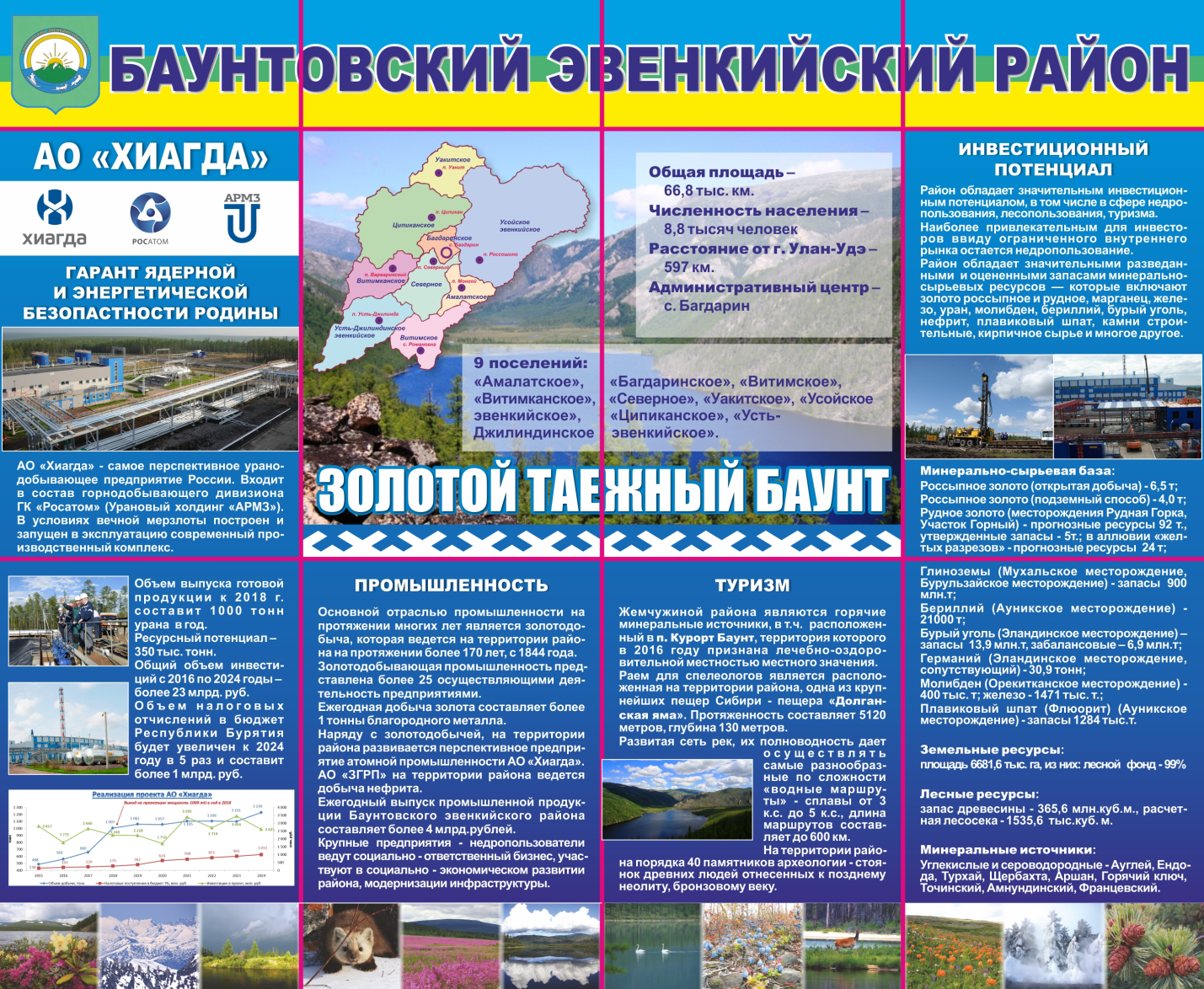

## Транспорт
- Автодорога Р437 Романовка — Багдарин.
- Аэропорт Багдарин